# Loxoptygus ectypus
Loxoptygus ectypus là một loài nhện trong họ Theraphosidae.
Loài này thuộc chi Loxoptygus. Loxoptygus ectypus được Eugène Simon miêu tả năm 1889.